# إدوين ماركهام
إدوين ماركهام (بالإنجليزية: Edwin Markham) هو كاتب وشاعر أمريكي، ولد في 23 أبريل 1852 في أوريغون سيتي في الولايات المتحدة، وتوفي في 7 مارس 1940 في جزيرة ستاتن في الولايات المتحدة.

## وصلات خارجية
- إدوين ماركهام على موقع الموسوعة البريطانية (الإنجليزية)
- إدوين ماركهام على موقع ميوزك برينز (الإنجليزية)
- إدوين ماركهام على موقع إن إن دي بي (الإنجليزية)